# Classe Forrestal

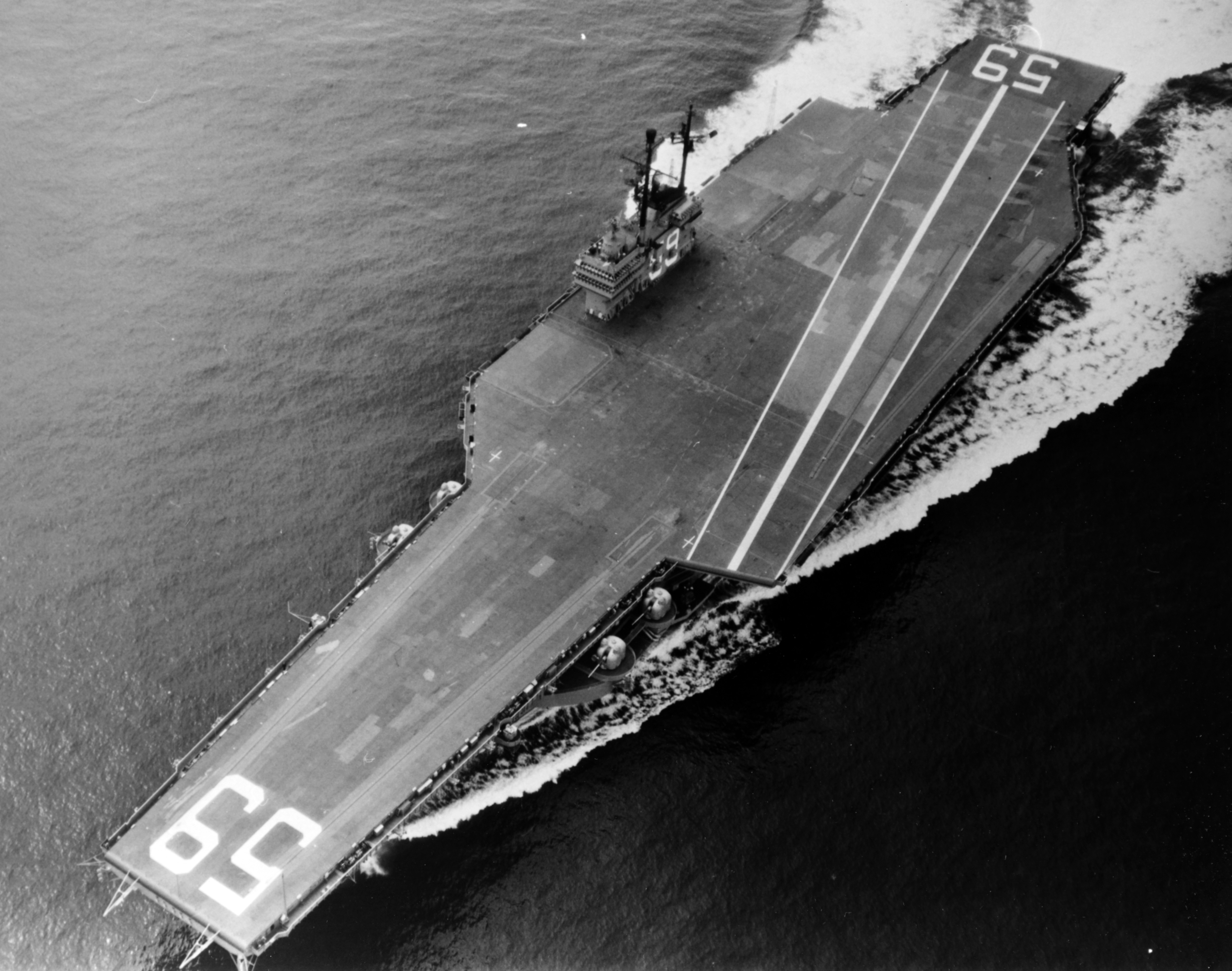
USS Forrestal (CVA-59)
1955

Classe Forrestal foi uma classe de quatro porta-aviões projetados e construídos para a Marinha dos Estados Unidos na década de 1950. O primeiro navio da classe, USS Forrestal, foi nomeado em homenagem a James Forrestal, o primeiro Secretário de Defesa dos Estados Unidos. Foi a primeira classe dos conhecidos superporta-aviões, combinando alta tonelagem, elevadores de borda de convés e uma pista de decolagem angular. O primeiro navio foi comissionado em 1955, o último desativado em 1998. Os quatro navios da classe foram desmantelados em Brownsville, Texas, entre 2014 e 2017.

## Porta-aviões
Fonte: nationmaster.com
| Nº na amurada | Nome         | Construtor                | Batimento de quilha    | Lançamento             | Fatalidade                         |
| ------------- | ------------ | ------------------------- | ---------------------- | ---------------------- | ---------------------------------- |
| CVA-59        | Forrestal    | Newport News Shipbuilding | 14 de julho de 1952    | 11 de dezembro de 1954 | Desmanchado em Brownsville em 2004 |
| CVA-60        | Saratoga     | New York Naval Shipyard   | 16 de dezembro de 1952 | 8 de outubro de 1955   | Desmanchado em Brownsville em 2004 |
| CVA-61        | Ranger       | Newport News Shipbuilding | 2 de agosto de 1954    | 29 de setembro de 1956 | Desmanchado em Brownsville em 2004 |
| CVA-62        | Independence | New York Naval Shipyard   | 1 de julho de 1955     | 6 de junho de 1958     | Aguardando destinação              |